# 阿曼达·帕斯科
阿曼达·帕斯科（英語：Amanda Pascoe，1984年10月31日—），澳大利亚女子游泳运动员。她曾代表澳大利亚参加2002年英联邦运动会游泳比赛，获得女子800米自由泳银牌和女子400米自由泳第五名。